# 周叙
周 叙（しゅう じょ、1392年 - 1452年）は、明代の学者・官僚。字は功叙、号は石渓。本貫は吉州吉水県。

## 生涯
周鳴（字は岐鳳）と彭氏のあいだの次男として生まれた。11歳で詩を賦すことができた。1418年（永楽16年）、進士に及第した。翰林院庶吉士に選ばれ、「黄鸚鵡賦」を作った。1421年（永楽19年）7月、翰林院編修に任じられた。1430年（宣徳5年）5月、翰林院修撰となった。
1438年（正統3年）4月、周叙は侍講学士をつとめた。1441年（正統6年）9月、翰林院侍読に任じられた。閏11月、三事を上疏して、英宗に聞き入れられた。1443年（正統8年）夏、旱魃のため流民が発生し、僧や道士として出家する者が相次ぐ状況にありながら、臣下は陳情ばかりで忠言する者がおらず、官僚は農蚕の惨状を見ずに収奪に励むばかりであると批判する上奏をおこなった。英宗が周叙の上奏文を大臣たちに見せると、王直らは自ら引責辞任を求めた。1446年（正統11年）、周叙は南京侍講学士に転じた。正統末年、『宋史』・『遼史』・『金史』の重修を朝廷に願い出て、編纂作業を進めたが、完成することはなかった。
1449年（正統14年）8月、土木の変が起こって英宗が捕らえられ、郕王朱祁鈺が北京で監国すると、周叙は臥薪嘗胆の故事を引いて復讐を求め、八事を上疏した。1451年（景泰2年）、午後の朝議を復活させるよう請願した。1452年（景泰3年）3月、死去した。享年は61。著書に『石渓集』18巻があった。